# 唐聚五
唐聚五（1898年4月20日—1939年5月18日），字甲州，原名福隆，满洲正黄旗人，生于吉林省雙城縣（今黑龙江省双城市）鑲藍旗三屯，中華民國軍人，官至中將，於中日戰爭期間陣亡的中國軍方高級將領之一。
本為張學良東北軍，後為中日戰爭初期之高級將領，1939年因戰功升至東北游擊司令，官拜少將。之後，他於河北及熱河戰場指揮中國軍隊作戰，於1939年5月18日陣亡於平臺山之役。1940年4月10日，中華民國政府特以1260號褒揚令明令褒揚。